# Mosolotshane
Mosolotshane est une ville du Botswana.